# Huevo fósil

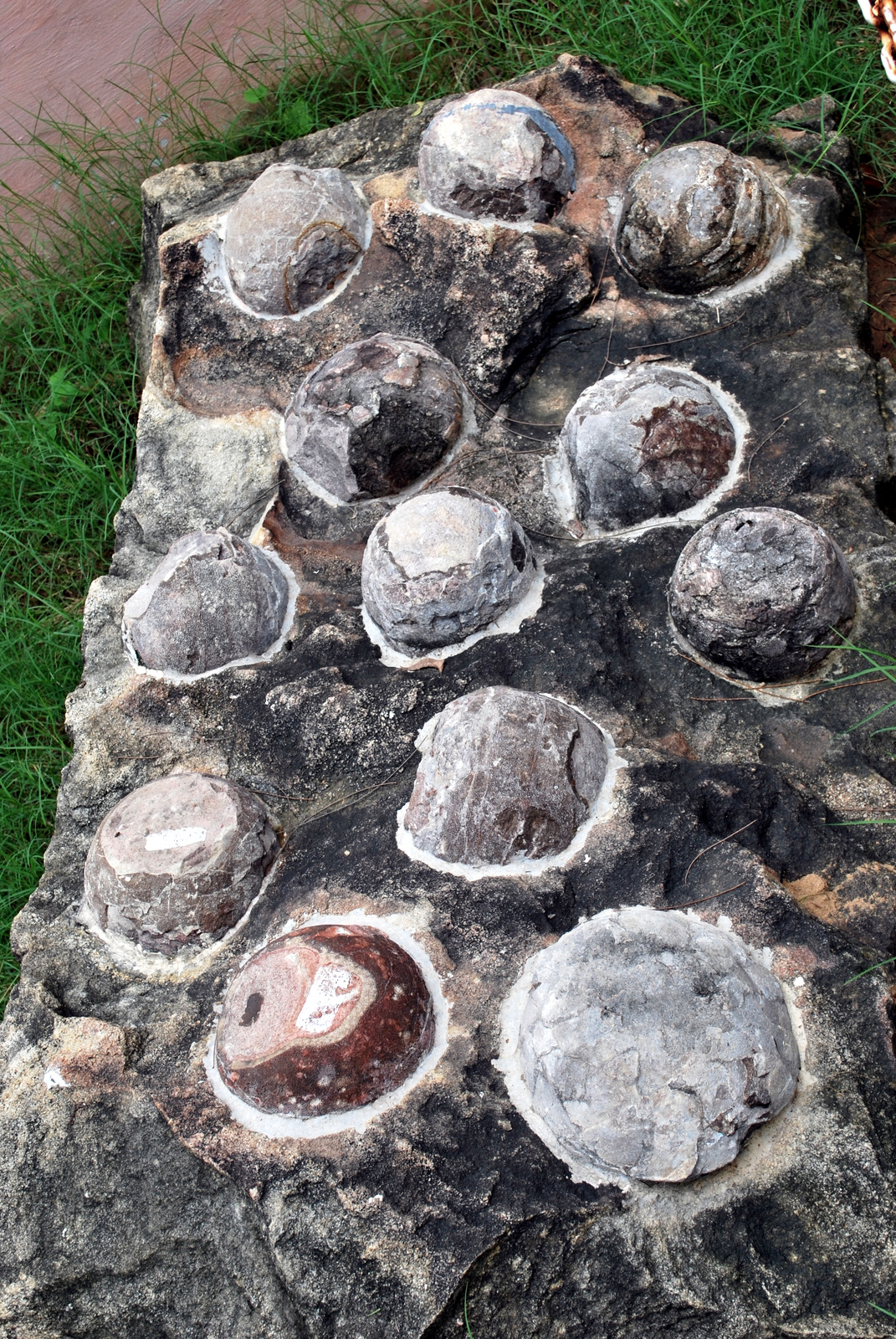
Huevos de dinosaurio fosilizados exhibidos en Indroda Dinosaur and Fossil Park

Los fósiles de huevos son los restos fosilizados de huevos puestos por animales antiguos. Como evidencia de los procesos fisiológicos de un animal, los fósiles de huevos se consideran un tipo de rastro de fósiles . En raras circunstancias, un huevo fósil puede conservar los restos del embrión que alguna vez se desarrolló en su interior, en cuyo caso también contiene fósiles corporales. Una amplia variedad de diferentes grupos de animales pusieron huevos que ahora se conservan en el registro fósil que comienza en el Paleozoico. Los ejemplos incluyen invertebrados como ammonoides, así como vertebrados como peces, posibles anfibios y reptiles. El último grupo incluye los muchos huevos de dinosaurio que se han recuperado de los estratos mesozoicos . Dado que con frecuencia se desconoce el organismo responsable de la puesta de cualquier huevo fósil, los científicos clasifican los huevos utilizando un sistema paralelo de taxonomía separado del sistema Linneo, pero modelado a partir del mismo. Esta "parataxonomía" se llama veterovata.

## Historia
La primera ooespecie nombrada fue Oolithes bathonicae, un nombre dado provisionalmente por el profesor J. Buckman a un grupo de huevos que Buckman creía que habían sido puestos por un teleosaurio . Sin embargo, los científicos modernos ya no creen que sea posible determinar qué tipo de reptil puso estos huevos. 
En 1859 los primeros fósiles de huevos de dinosaurio documentados científicamente fueron descubiertos en el sur de Francia por un sacerdote católico y naturalista aficionado llamado Padre Jean-Jacques Poech, sin embargo, pensó que fueron depositados por pájaros gigantes.
Los primeros fósiles de huevos de dinosaurio científicamente reconocidos fueron descubiertos por casualidad en 1923 por un equipo del Museo Americano de Historia Natural mientras buscaba evidencia de humanos primitivos en Mongolia. Los descubrimientos de huevos continuaron aumentando en todo el mundo, lo que llevó al desarrollo de múltiples esquemas de clasificación en competencia. En 1975 el paleontólogo chino Zhao Zi-Kui inició una revolución en la clasificación de huevos fósiles al desarrollar un sistema de "parataxonomía" basado en el método tradicional de Linneo; sistema para clasificar los huevos en función de sus cualidades físicas en lugar de sus madres hipotéticas. Los científicos occidentales impidieron la adopción del nuevo método de clasificación de huevos de Zhao debido a las barreras del idioma. Sin embargo, a principios de la década de 1990, el paleontólogo ruso Konstantin Mikhailov llamó la atención sobre el trabajo de Zhao en la literatura científica en idioma inglés.

## Diversidad

### Invertebrados
Los huevos que ponen los animales invertebrados se conocen por el registro fósil. Entre estos se encuentran los huevos puestos por cefalópodos antiguos. Los huevos que ponen los amonoides son los fósiles de huevos de cefalópodos más conocidos. Los huevos de amonites fósiles mejor conservados se conservaron en la arcilla de Kimmeridge jurásica de Inglaterra. Sin embargo, el registro fósil de huevos de cefalópodos es escaso ya que sus huevos suaves y gelatinosos se descomponen rápidamente y tienen pocas posibilidades de fosilizarse. Otro grupo importante de cefalópodos mesozoicos, los belemnoides, no tienen huevos documentados en el registro fósil, aunque esto puede deberse a que los científicos no los han buscado adecuadamente en lugar de a una ausencia real en el registro fósil.

### Peces y anfibios
Los huevos de peces fósiles tienen un extenso historial que se remonta al menos al Devónico y se extiende hasta la era Cenozoica. Los huevos de muchos diferentes taxones de peces han contribuido a este registro, incluyendo peces de aletas lobuladas, placodermos, y los tiburones. Ocasionalmente, los huevos se conservan todavía dentro del cuerpo de la madre o se asocian con embriones fósiles. Algunos huevos fósiles posiblemente puestos por peces no se pueden distinguir con seguridad de los que ponen los anfibios.  Varios peces fosilizados o huevos de anfibios se han clasificado como ichnogenera, incluido Mazonova, Archaeoovulus, Chimaerotheca, Fayolia y Vetacapsula.

### Reptiles
El registro fósil de huevos de reptiles se remonta al menos hasta el Pérmico Temprano. Sin embargo, dado que los primeros huevos de reptiles probablemente tenían cáscaras blandas con poco potencial de conservación, los huevos de reptiles pueden remontarse significativamente más allá de su registro fósil. Se conocen muchos grupos de reptiles antiguos a partir de fósiles de huevos, incluidos cocodrilos, dinosaurios y tortugas. Se sabe que algunos reptiles antiguos, como los ictiosaurios y los plesiosaurios han dado a luz vivos y, por lo tanto, no se prevé que hayan dejado fósiles de huevos. Los huevos de dinosaurio se encuentran entre los tipos más conocidos de huevos de reptiles fósiles.

## Clasificación
Los huevos fósiles se clasifican según el sistema parataxonómico llamado Veterovata. Hay tres categorías amplias en el esquema, en el patrón de clasificación filogenética de los organismos, llamadas oofamilias, oogenera y ooespecies (conocidas colectivamente como ootaxón). Los nombres de oogéneros y oofamilias contienen convencionalmente la raíz "oolithus" que significa "huevo de piedra", pero esta regla no siempre se sigue. Se dividen en varios tipos básicos: Testudoide, Geckoide, Crocodiloide, Dinosaurio-esferulítico, Dinosaurio-prismático y Ornitoide. Veterovata no siempre refleja la taxonomía de los animales que pusieron los huevos.

### Parataxonomía
La parataxonomía a nivel de oógeno de Veterovata, siguiendo a Lawver y Jackson (2014) para Testudoides, Hirsch (1996) para huevos de Geckonoid y Mikhailov et al. (1996)  para el resto, a menos que se indique lo contrario:

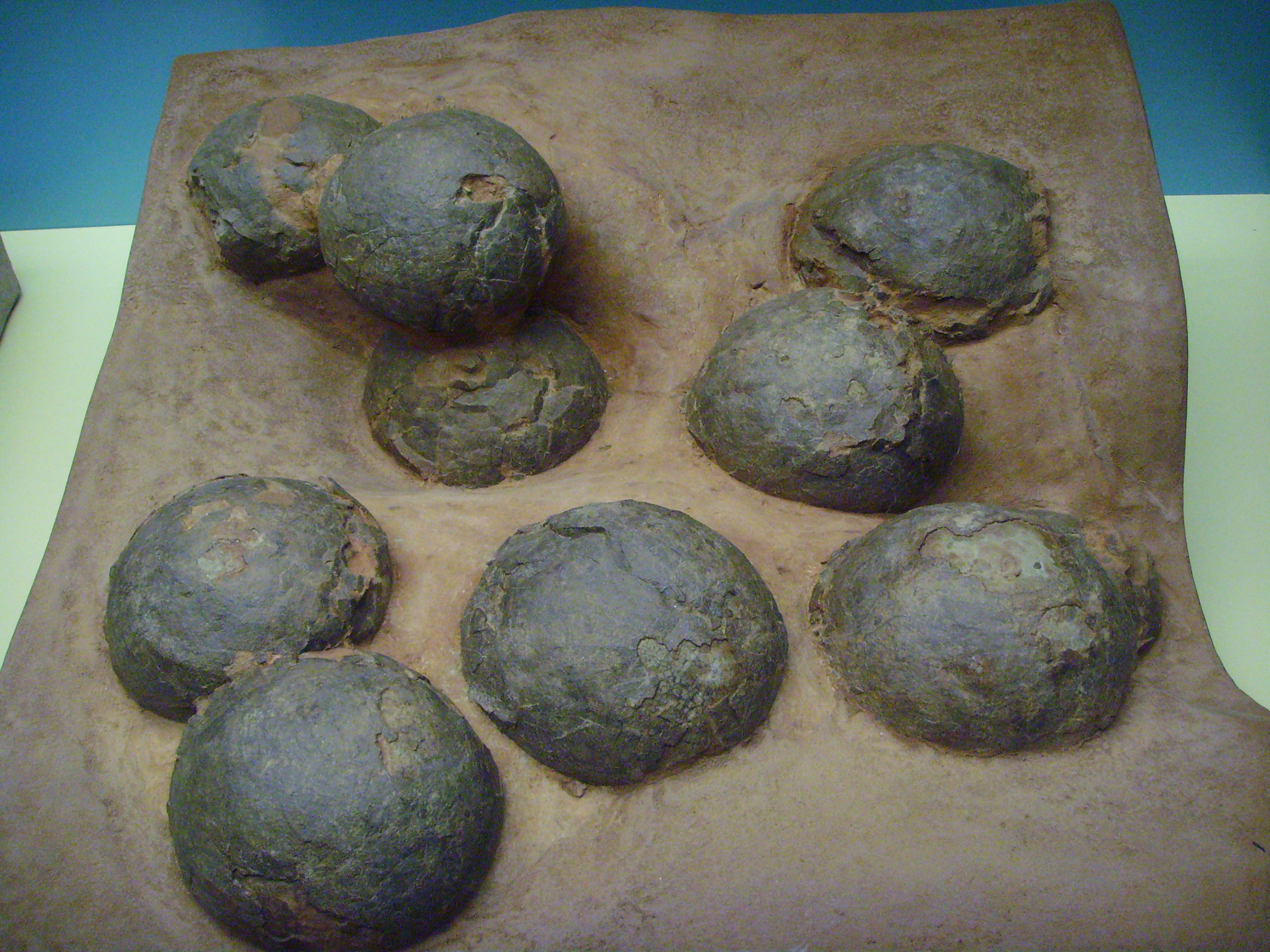
Oolithes spheroides

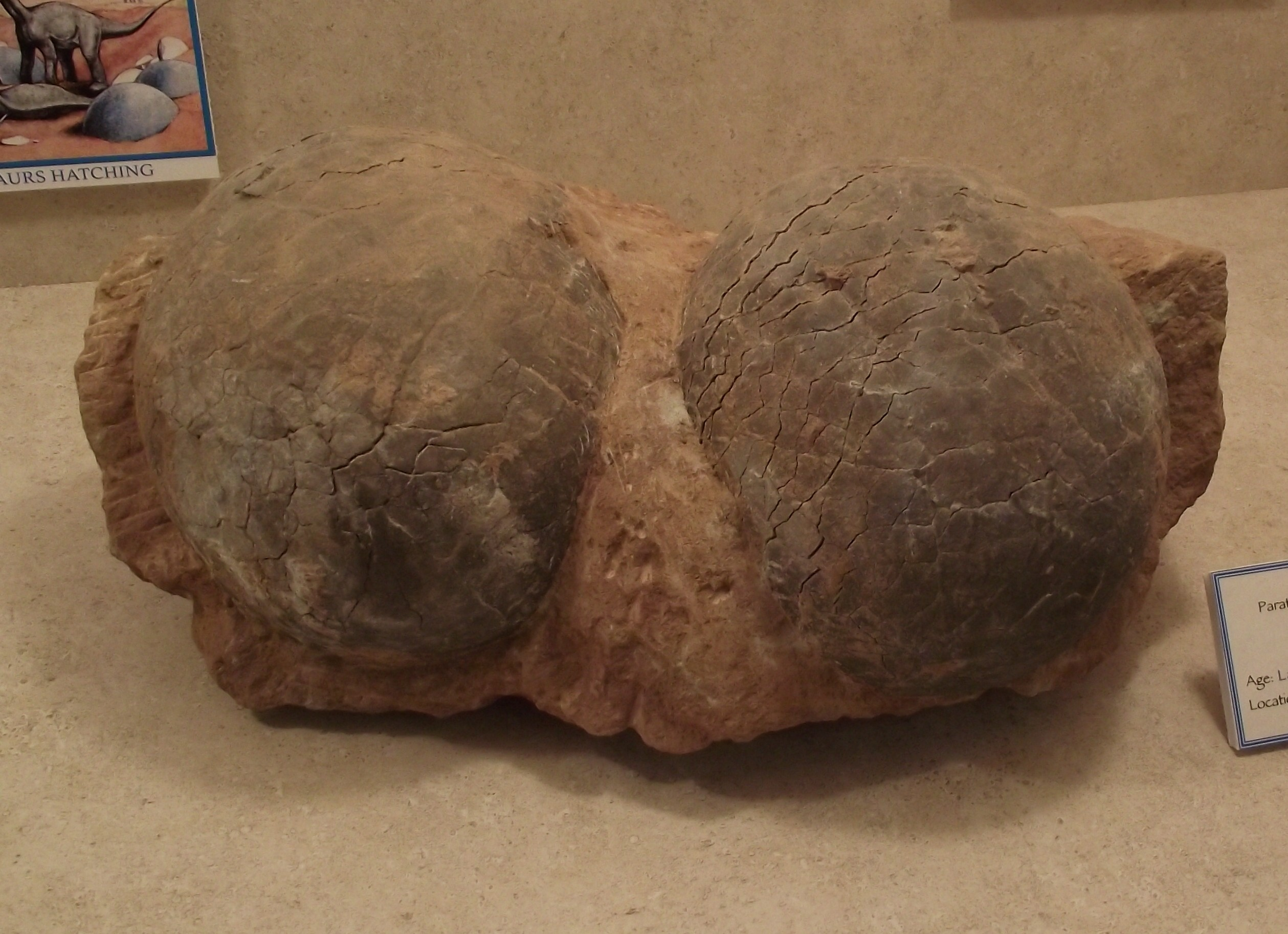
Huevos fósiles de Dendroolithus

Testudoide
- Spheruflexibilis morfotipo
  - Oofamilia Testudoflexoolithidae
    - Testudoflexoolithus[13]
- Spherurigidis morfotipo
  - Oofamilia Testudoolithidae[13]
    - Testudoolithus
    - Emidoolithus[14]
    - Haininchelys
    - Chelonoolithus

Geckonoide
- Morfotipo de geckonoide
  - Oofamilia Gekkoolithidae
    - Gekkoolithus
    - Gekkonidovum[2]

Cococodiloide
- Oogénero Mycomorphoolithus
- Oofamilia Krokolithidae
  - Bauruoolithus[15]
  - Krokolithes
  - Suchoolithus

Mosasauroide
- Antarcticoolithus[16]

Dinosaurio esferulítico
- Placoolithus
- Sphaerovum
- Stromatoolithus
- Tacuarembovum
- Oofamilia Cairanoolithidae
  - Cairanoolithus[17]
- Oofamily Stalicoolithidae[18]
- Oofamilia Stalicoolithidae
  - Coralloidoolithus[18]
  - Shixingoolithus [18]
  - Stalicoolithus[18]
- Oofamilia Spheroolithidae

- - Guegoolithus[19]
  - Spheroolithus
  - Paraspheroolithus
- Familia Phaceloolithidae
  - Phaceloolithus
- Oofamilia Ovaloolithidae
  - Ovaloolithus
- Oofamilia Megaloolithidae
  - Megaloolithus
  - Pseudomegaloolithus[20]
- Oofamilia Similifaveoloolithidae[21]
  - Similifaveoloolithus[21]
  - Similifaveoloolithus
- Oofamilia Faveoloolithidae
  - Faveoloolithus
  - Hemifaveoloolithus[21]
  - Parafaveoloolithus[21]
- Oofamilia Youngoolithidae[22]
  - Youngoolithus
- Oofamilia Dendroolithidae
  - Dendroolithus
- Oofamilia Dictyoolithidae
  - Dictyoolithus
  - Paradictyoolithus
  - Protodictyoolithus
- Oofamilia Polyclonoolithidae
  - Polyclonoolithus[23]

Dinosaurio prismático
- Pseudogeckoolithus[20]
- Oofamilia Arriagadoolithidae[24]
  - Arriagadoolithus[24]
  - Triprismatoolithus[25]
- Oofamilia Prismatoolithidae
  - Preprismatoolithus
  - Prismatoolithus
  - Protoceratopsidovum
  - Sankofa[26]
  - Spheruprismatoolithus[27]
  - Trigonoolithus[28]

Ornitoide
- Morfotipo ornitoide-ratita
  - Ageroolithus[20]
  - Diamantornis
  - Ornitholithus
  - Reticuloolithus[29]
  - Struthiolithus
  - Tristraguloolithus[30]
  - Tubercuoolithus[25]
  - Oofamilia Elongatoolithidae
    - Continuoolithus[30][31]
    - Elipsoolithus
    - ElongatoolithusHuevos fósiles de Dendroolithus
    - Heishanoolithus[31]
    - Macroelongatoolithus[32]
    - Macroolithus
    - Nanhsiungoolithus
    - Paraelongatoolithus[31]
    - Porituberoolithus[30][31]
    - Rodolphoolithus[20]
    - Spongioolithus[27]
    - Trachoolithus
    - Undulatoolithus[33]

  - Oofamilia Laevisoolithidae
    - Laevisoolithus
    - Subtiliolithus
    - Tipoolithus[34]

  - Oofamilia Medioolithidae
    - Incognitoolithus[35]
    - Microolithus[35]
    - Mediolithus

  - Oofamilia Montanoolithidae[36]
    - Montanoolithus[36]

  - Oofamilia Oblongoolithidae[3]
    - Oblongoolithus[3]
- Morfotipo ornitoide-prismático
  - Dispersituberoolithus[30]
  - Oofamilia Gobioolithidae[27]
    - Gobioolithus[37]

Incertae sedis / Sin clasificación
- Oolithes
- Metoolithus[35]
- Mosaicoolithus[21]
- Mycomorphoolithus[38]
- Nipponoolithus[39]
- Parvoblongoolithus[40]
- Parvoolithus[41]
- Plagioolithus[42]
- Styloolithus[37]
- Oofamilia Pachycorioolithidae
  - Pachycorioolithus[43]